# Jenner (California)
Jenner è una piccola città della costa con una popolazione di 252 abitanti nella Sonoma County, California, Stati Uniti 
Si trova sulla costa dell'Oceano Pacifico vicino alla foce del Russian River. La State Route 1 attraversa la città e la State Route 116 le passa vicino, costeggiando il Russian River.
Immediatamente a sud di Jenner c'è Goat Rock Beach, una spiaggia della Sonoma Coast State Beach.

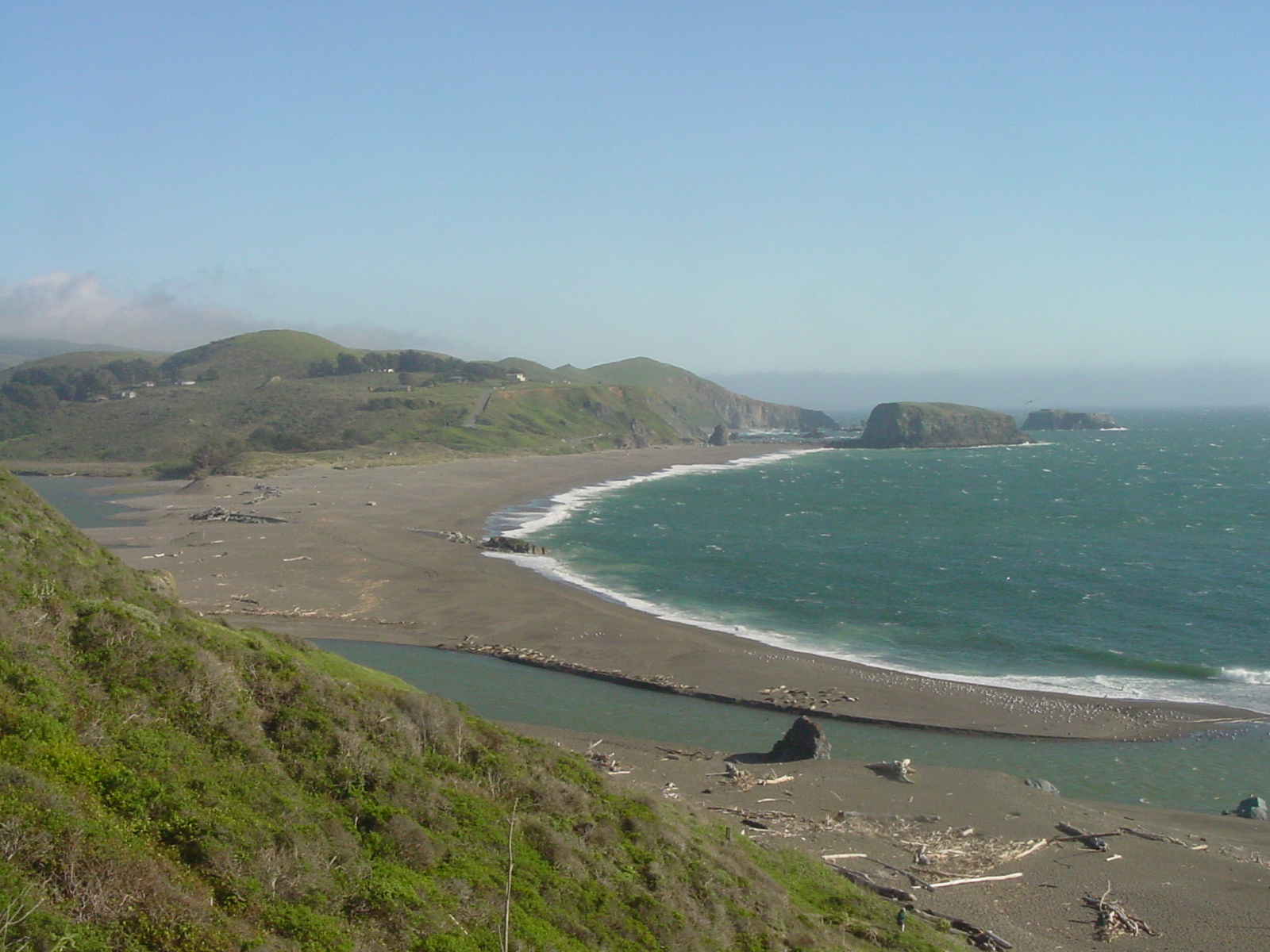
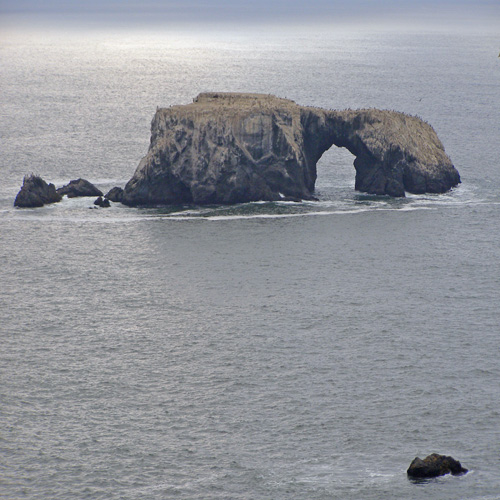
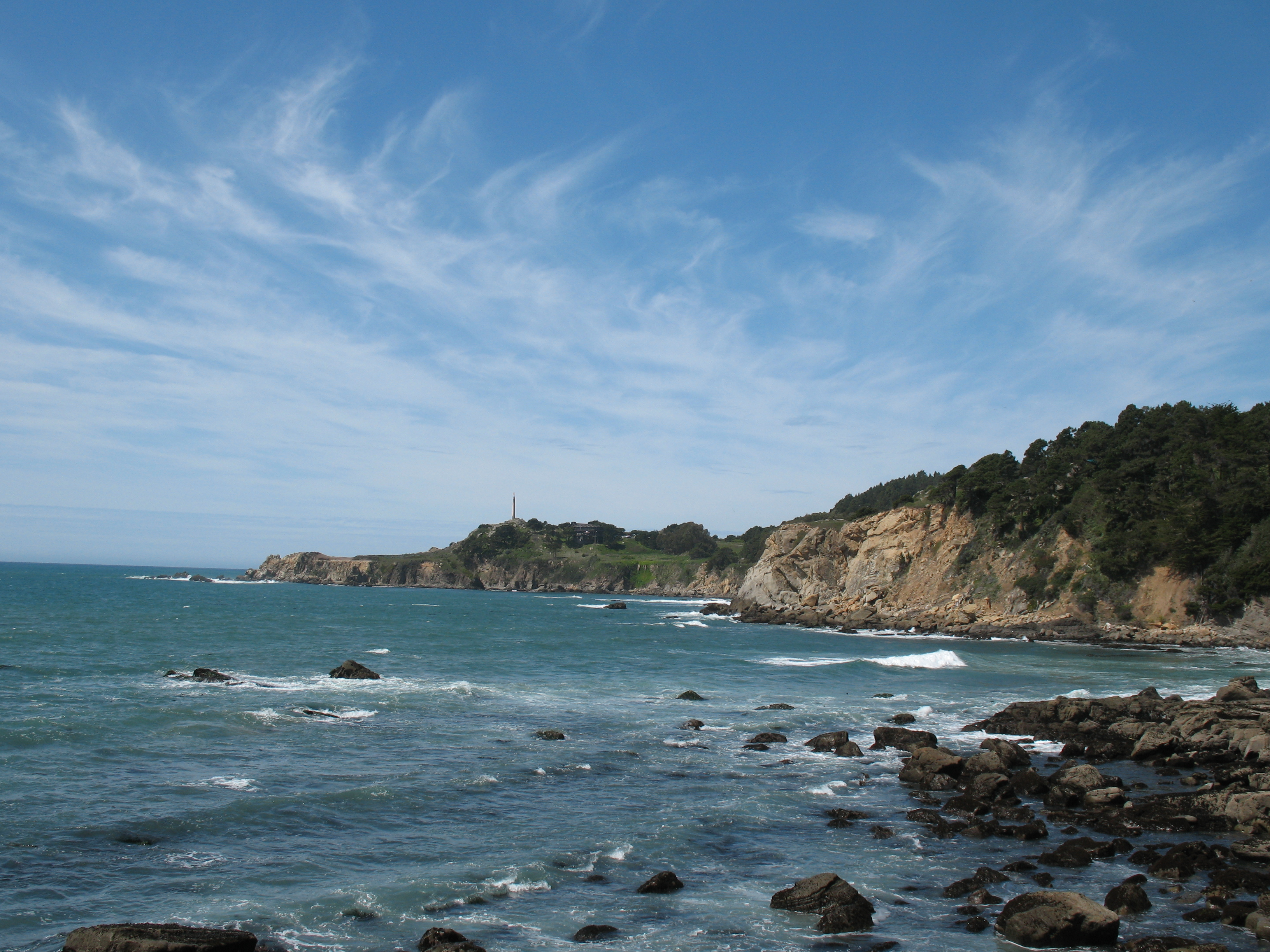